# Kiowa County (Colorado)
Kiowa County je okres ve státě Colorado v USA. K roku 2010 zde žilo 1 398 obyvatel. Správním městem okresu je Eads. Celková rozloha okresu činí 4 625 km².